# Риддл, Фредерик
Фредерик Крейг Риддл (англ. Frederick Craig Riddle; 12 апреля 1912, Ливерпуль — 5 февраля 1995, Ньюпорт, остров Уайт) — британский альтист.
Учился в Королевском колледже музыки в Лондоне (1928—1933). Играл в Лондонском симфоническом (1933—1938), Лондонском филармоническом (1938—1952), Королевском филармоническом оркестрах. Как солист известен исполнением Концерта для альта с оркестром Уильяма Уолтона (в 1937 году осуществил премьерную запись концерта с Лондонским симфоническим оркестром под управлением автора) и симфонии «Гарольд в Италии» Гектора Берлиоза (записана с Лондонским филармоническим под управлением Германа Шерхена; исполнил премьеру альтового концерта Джорджо Гедини (1953, дирижёр Томас Бичем). С 1964 года — профессор Королевского колледжа музыки.